# Sahara Press Service
Sahara Press Service (SPS) es una agencia de prensa multilingüe, que pertenece al gobierno de la República Árabe Saharaui Democrática. La agencia informa principalmente sobre noticias relacionadas con el gobierno y actualidad saharaui, tanto de los territorios liberados, como de los territorios ocupados por Marruecos y los campos de refugiados saharauis en Tinduf, Argelia.

## Historia
Se estableció en los campamentos de refugiados saharauis el 29 de marzo de 1999 (una agencia de prensa del Frente Polisario se había fundado anteriormente en 1980). Entre los fundadores de SPS se encontraba el periodista y el entonces ministro de Información de la RASD, Mohamed-Fadel Ould Ismail Ould Es-Sweyih. Su actual director y editor en jefe es Saleh Nafee.
Los informes se publicaron solo en idioma francés hasta 2001, cuando se abrió el sitio web de SPS. En marzo de 2001, las noticias comenzaron a publicarse también en idioma español. El 20 de abril de 2003, comenzaron a publicarse contenidos en idioma inglés. En 2005, el SPS añadió el idioma árabe a las opciones de idioma de su sitio. Desde septiembre de 2010, el SPS publica un boletín semanal de noticias en formato PDF. El 1 de julio de 2012 comenzaron a publicarse contenidos en idioma ruso.
El 25 de enero de 2012, presidente de la RASD, Mohamed Abdelaziz inauguró la nueva sede de la agencia de prensa en los campamentos de refugiados saharauis.